# Pleurophragmium capense
Pleurophragmium capense är en svampart som först beskrevs av Thüm., och fick sitt nu gällande namn av S. Hughes 1958. Pleurophragmium capense ingår i släktet Pleurophragmium, divisionen sporsäcksvampar och riket svampar.   Inga underarter finns listade i Catalogue of Life.